# Polônia nos Jogos Olímpicos de Inverno de 2022
Polônia participou dos Jogos Olímpicos de Inverno de 2022, realizados em Pequim, na China.
Foi a 24.ª aparição do país em Olimpíadas de Inverno, ou seja, em todas as edições dos Jogos de Inverno. Foi representado por 57 atletas, sendo 27 homens e 30 mulheres.

## Competidores
| Esporte                                | Masculino | Feminino | Total |
| -------------------------------------- | --------- | -------- | ----- |
| Biatlo                                 | 1         | 4        | 5     |
| Combinado nórdico                      | 2         | —        | 2     |
| Esqui alpino                           | 2         | 4        | 6     |
| Esqui cross-country                    | 4         | 5        | 9     |
| Luge                                   | 3         | 1        | 4     |
| Patinação artística                    | 1         | 2        | 3     |
| Patinação de velocidade                | 5         | 5        | 10    |
| Patinação de velocidade em pista curta | 2         | 4        | 6     |
| Salto de esqui                         | 5         | 2        | 7     |
| Snowboard                              | 2         | 3        | 5     |
| Total                                  | 27        | 30       | 57    |

## Medalhas
Este foi o medalhista desta edição:
| Atleta        | Esporte        | Evento                            | Medalha |
| ------------- | -------------- | --------------------------------- | ------- |
| Dawid Kubacki | Salto de esqui | Pista normal individual masculino | Bronze  |

## Desempenho

### Biatlo
Masculino
Feminino

### Combinado nórdico
Masculino

### Esqui alpino
Masculino
Feminino

### Esqui cross-country
Masculino
Feminino

### Luge
Masculino
Feminino

### Patinação artística
Masculino
Feminino

### Patinação de velocidade
Masculino
Feminino

### Patinação de velocidade em pista curta
Masculino
Feminino

### Salto de esqui
Masculino
Feminino

### Snowboard
Masculino
Feminino
Legenda
| Recorde mundial      | Recorde mundial (World record)               |                       | Recorde africano                      | Recorde africano (African) |                                           | Q | Classificado por posição (Qualified) |
| Recorde olímpico     | Recorde olímpico (Olympic record)            | Recorde da América    | Recorde da América (Americas)         | q                          | Classificado por melhor tempo (Qualified) |   |                                      |
| Melhor marca do ano  | Melhor marca do ano (World leading)          | Recorde asiático      | Recorde asiático (Asian)              | DNS                        | Não largou (Did not start)                |   |                                      |
| Recorde nacional     | Recorde nacional (National record)           | Recorde europeu       | Recorde europeu (European)            | DNF                        | Não terminou (Did not finish)             |   |                                      |
| Recorde pessoal      | Recorde pessoal do atleta (Personal best)    | Recorde da Oceania    | Recorde da Oceania (Oceania)          | DSQ / DQ                   | Desclassificado (Disqualified)            |   |                                      |
| Recorde da temporada | Recorde da temporada do atleta (Season best) | Recorde sul-americano | Recorde sul-americano (South America) | NM                         | Sem marca (No mark)                       |   |                                      |